# Ayn Rand Institute
El Instituto Ayn Rand: El Centro para el Avance del Objetivismo, comúnmente conocido como el Ayn Rand Institute (ARI) es un instituto de grupo de expertos sin fines de lucro 501 (c) (3) con sede en Irvine, California que promueve el objetivismo, la filosofía de Ayn Rand y la venta de sus libros. Fundado en 1985 por Leonard Peikoff, un intelectual objetivista y amigo de Ayn Rand. El presidente corriente del Ayn Rand Institute es Tal Tsfany.
Su objetivo declarado es "encabezar un renacimiento cultural que revierta las tendencias antirrazón, antiindividualismo, antilibertad, anticapitalista en la cultura actual". La organización fue establecida en 1985, tres años después de la muerte de  Ayn Rand, por Ed Snider y Leonard Peikoff, el heredero legal de la filósofa Ayn Rand.
ARI tiene varios programas educativos y de divulgación, que incluyen proporcionar intelectuales para apariciones públicas, apoyar clubes de campus de objetivismo, suministrar los escritos de Ayn Rand a escuelas y profesores, ayudar a instituciones objetivistas en el extranjero, organizar conferencias anuales y administrar el centro académico.

## Historia
Durante su vida, Ayn Rand ayudó a establecer The Foundation for the New Intellectual para promover ideas objetivistas. La Fundación se disolvió unos quince años después de su muerte, ya que ARI la hizo redundante. Aunque Ayn Rand se opuso a que el objetivismo se convirtiera en un movimiento organizado, apoyó a personas de ideas afines que trabajaban hacia un objetivo común. 
Leonard Peikoff, su heredero legal, estaba convencido de comenzar la organización después de que el empresario Ed Snider organizara una reunión de posibles partidarios financieros en Nueva York en el otoño de 1983. Leonard Peikoff también acordó ser el primer presidente de la junta directiva de la organización de Directores. 
En 1983, un grupo de objetivistas, incluido George Reisman, organizó la Escuela Jefferson de Filosofía, Economía y Política. La Escuela Jefferson celebró una conferencia de dos semanas en la Universidad de California en San Diego, más tarde ese año, una conferencia que continuó ocurriendo cada dos años y es la predecesora de la actual Conferencia Objetiva anual de ARI. 
ARI comenzó a operar el 1 de febrero de 1985, tres años después de la muerte de Ayn Rand, en Marina del Rey, California. La primera junta directiva incluyó a Ed Snider y la psicóloga Edith Packer. Ed Snider también fue uno de los donantes fundadores de la organización junto con el empresario educativo Carl Barney. Su primer director ejecutivo fue Michael Berliner, quien anteriormente fue presidente del Departamento de Fundamentos Sociales y Filosóficos de la Educación en la Universidad Estatal de California, Northridge. ARI también estableció una junta de gobernadores, que inicialmente incluía a Harry Binswanger, Robert Hessen, Edwin Locke, Arthur Mode, George Reisman, Jay Snider y Mary Ann Sures, con Peter Schwartz como su presidente. M. Northrup Buechner y George Walsh se unieron a la junta de asesores poco después. 
Los primeros dos proyectos de ARI estaban dirigidos a estudiantes. Uno estaba desarrollando una red de clubes universitarios para estudiar el objetivismo. El otro fue un concurso de becas universitarias para estudiantes de secundaria basado en la redacción de un ensayo sobre la novela de Ayn Rand, El manantial. Más tarde, se agregaron concursos de ensayos adicionales basados en Himno, Los que vivimos y La rebelión de Atlas. En 1988, ARI comenzó a publicar Impact, un boletín para contribuyentes. 
En 1989, una disputa filosófica dio como resultado que ARI terminara su asociación con el filósofo David Kelley. Algunos miembros de la junta de asesores estuvieron de acuerdo con Kelley y también se fueron, incluido George Walsh. Kelley posteriormente fundó su propio instituto competitivo ahora conocido como The Atlas Society, que sigue criticando la postura de ARI sobre la lealtad. 
En 1994, ARI lanzó el Centro de Graduados Objetivistas, que ofrecía tanto cursos a distancia como en persona. 
En enero de 2000, Berliner se retiró como director ejecutivo, reemplazado por Yaron Brook, entonces profesor asistente de finanzas en la Universidad de Santa Clara. Onkar Ghate comenzó a trabajar para ARI más tarde ese año y ARI lanzó el Centro Académico Objetivista. 
En 2002, ARI se mudó de Marina del Rey a oficinas más grandes en Irvine, California. 
En 2003, ARI lanzó la Beca Anthem para el Estudio del Objetivismo, una beca que apoya financiera mente a las universidades que tienen profesores objetivistas. 
Charity Navigator, que califica a organizaciones benéficas y educativas para informar a los posibles donantes, le otorga a ARI tres de cuatro estrellas. Según los últimos datos de Charity Navigator, ARI gasta el 85.1% de sus gastos en programas, el 9.5% en recaudación de fondos y el 5.3% en administración.  A partir de septiembre de 2016, la junta directiva de ARI está compuesta por Brook; Berliner (copresidente); Arline Mann (copresidenta), abogada jubilada, anteriormente de Goldman, Sachs & Co.; Carl Barney, CEO de varias universidades privadas; Harry Binswanger, asociado de Rand desde hace mucho tiempo; Peter LePort, cirujano en consultorio privado; Tara Smith, profesora de filosofía en la Universidad de Texas en Austin; y John Allison, CEO del Instituto Cato y ex CEO de BB&T. 
Peikoff mantiene una relación cooperativa e influyente con ARI. En 2006, comentó que aprobó el trabajo que ARI ha realizado y en noviembre de 2010 que el director ejecutivo "ha hecho un trabajo espléndido". Peikoff fue un orador destacado en las Conferencias Objetivistas de 2007 y 2010. En agosto de 2010, exigió un cambio en la junta directiva de ARI, lo que resultó en la renuncia de John McCaskey. 
Un objetivo central para ARI a lo largo de la década de 2010 ha sido difundir el objetivismo a nivel mundial. ARI ayudó a establecer el Ayn Rand Center Israel en 2012, el Ayn Rand Institute Europe en 2015 y el Ayn Rand Center Japan en 2017. Cada una de estas organizaciones son entidades legales separadas del ARI con sede en los Estados Unidos, pero todas son afiliado a ARI.
En enero de 2017, ARI anunció a Jim Brown como su CEO, sucediendo a Yaron Brook como su ejecutivo operativo. 
En junio de 2018, Tal Tsfany, cofundador del Centro Ayn Rand Israel, asumió el cargo de presidente y CEO de ARI. 

## Programas
ARI ejecuta una variedad de programas, muchos de los cuales están dirigidos a estudiantes. Envía libros gratis a las escuelas, patrocina concursos de ensayos para estudiantes y clubes del campus y ofrece asistencia financiera a los estudiantes que solicitan ingresar a la escuela de posgrado. También tiene una librería en línea, ofrece pasantías para estudiantes universitarios actuales y recién graduados y ofrece oradores para conferencias públicas y apariciones en los medios.

### Conferencias
ARI organiza una Conferencia Objetivista (OCON) de una semana cada verano en una ciudad diferente en todo Estados Unidos. OCON consiste principalmente en conferencias, eventos sociales y tutorías profesionales. Los oradores han incluido objetivistas afiliados a ARI, así como oradores de ideas afines como Flemming Rose y Dave Rubin .
ARI también organiza una conferencia de estudiantes de tres días Ayn Rand (AynRandCon) cada otoño, que está dirigida a estudiantes universitarios y de posgrado.

### Centro Académico Objectivista
El Objectivist Academic Center (OAC) es un programa educativo que lleva a cabo clases en línea sobre objetivismo y campos relacionados. La entrada al programa requiere admisión después de la solicitud, lo que requiere transcripciones de la universidad y ensayos de admisión. OAC no ofrece créditos universitarios y más bien pretende ser un complemento de una educación universitaria. 

## Esfuerzos internacionales
En los últimos años, ARI ha realizado un esfuerzo concertado para promover el objetivismo a nivel mundial. Las instituciones afiliadas a ARI en países fuera de los Estados Unidos son entidades legales separadas.
En octubre de 2012, ARI ayudó a establecer el Ayn Rand Center Israel (ARCI) para promover el objetivismo en Israel y Oriente Medio. Su director actual es Boaz Arad. En 2016, ARCI lanzó el Premio Atlas a la Mejor Startup israelí, presentado anualmente en la Bolsa de Valores de Tel Aviv. Los jueces para el premio incluyen a Yaron Brook y Shlomo Kalish. Moovit fue el primer receptor del premio en 2016 y Zebra Medical Vision ganó el premio en 2017. 
En abril de 2015, ARI ayudó a establecer el Ayn Rand Institute Europe para promover el objetivismo en Europa. El presidente actual de ARI Europe es Lars Seir Christensen, CEO y cofundador de Saxo Bank. En febrero de 2017, ARI ayudó a establecer el Centro Ayn Rand de Japón. ARI también ha ayudado a establecer clubes objetivistas en escuelas de todo el mundo, incluso en México, Argentina, Reino Unido, Bulgaria, India y China.
ARI también ha ayudado a guiar los independientes Objetivismo Internacional con sede en España, y el Ayn Rand Center Latin America con sede en Argentina, que buscan difundir el objetivismo en el mundo de habla hispana, .

## Ideas promocionadas
ARI promueve el objetivismo, la filosofía desarrollada por Ayn Rand. ARI patrocina escritores y oradores que aplican el objetivismo a los problemas contemporáneos, como la religión, la política y el arte. 
Dado que el objetivismo aboga por el ateísmo, ARI promueve la separación de la iglesia y el estado y sus escritores argumentan que la derecha religiosa representa una amenaza para los derechos individuales. Han argumentado en contra de mostrar símbolos religiosos como los Diez Mandamientos en las instalaciones del gobierno y en contra de las iniciativas basadas en la fe. Intelectuales de ARI argumentan que la religión es incompatible con los ideales estadounidenses y se opone a la enseñanza del "diseño inteligente" en las escuelas públicas. 
ARI apoya firmemente la libertad de expresión y se opone a todas las formas de censura, incluidas las leyes que prohíben la obscenidad y el discurso de odio. En respuesta a la controversia de los dibujos animados de Muhammad, ARI comenzó una campaña de libertad de expresión en 2006. Steve Simpson, director de estudios jurídicos de ARI, ha argumentado que el financiamiento de la campaña es un problema de libertad de expresión y que las leyes que limitarlo es una violación de la Primera Enmienda a la Constitución de los Estados Unidos. En consecuencia, Simpson y ARI apoyan firmemente a Citizens United. 
ARI ha tomado muchas posiciones controvertidas con respecto al mundo musulmán. Sostienen que la motivación para el terrorismo islámico proviene de su religiosidad, no de la pobreza o de una reacción a las políticas occidentales. Han instado a que Estados Unidos use una fuerza abrumadora y de represalia para "poner fin a los estados que patrocinan el terrorismo", utilizando cualquier medio que sea necesario para poner fin a la amenaza. En su artículo "Estados finales que patrocinan el terrorismo", que se publicó como un anuncio de página completa en The New York Times, Peikoff escribió: "La elección hoy es la muerte en masa en los Estados Unidos o la muerte en masa en las naciones terroristas. Nuestro Comandante en Jefe debe decidir si es su deber salvar a los estadounidenses o los gobiernos que conspiran para matarlos". Aunque algunos en ARI inicialmente apoyaron la invasión de Irak, ha criticado cómo se manejó la Guerra de Irak. Desde el 2 de octubre de 2001, ARI ha sostenido que Irán debería ser el objetivo principal en la guerra contra el "totalitarismo islámico". 
ARI generalmente apoya a Israel. Sobre el sionismo, Yaron Brook escribe:  
"El sionismo fusionó una preocupación válida, la autoconservación en medio de una tormenta de hostilidad, con una premisa tóxica: el colectivismo y la religión de base étnica". 
ARI es muy crítico con el ambientalismo y los derechos de los animales, argumentando que son destructivos para el bienestar humano. ARI también es muy crítico con la diversidad y los programas de acción afirmativa, así como con el multiculturalismo, argumentando que se basan en premisas racistas que ignoran la comunidad de una humanidad compartida. 
ARI apoya la decisión de las mujeres a elegir el aborto, eutanasia voluntaria y suicidio asistido. 
ARI denuncia el neoconservadurismo en general. Por ejemplo, C. Bradley Thompson escribió un artículo titulado "El declive y la caída del conservadurismo estadounidense",  que luego se convirtió con Yaron Brook en un libro llamado Neoconservadism: An Obituary for a Idea.

## Activos
A partir de FYE, septiembre de 2018, ARI tenía activos de $ 8,061,000.